# Чемпіонат світу з трекових велоперегонів 1970
Чемпіонат світу з трекових велоперегонів 1970 проходив з 6 по 12 серпня 1970 року в Лестері, Велика Британія. Усього на чемпіонаті розіграли 11 комплектів нагород — 9 у чоловіків та 2 у жінок.

## Медалісти

### Чоловіки
Професіонали
| Дисципліна                         | Золото           | Срібло          | Бронза        |
| Спринт                             | Гордон Джонсон   | Санте Ґаярдоні  | Лейн Лувесейн |
| Індивідуальна гонка переслідування | Х'ю Портер       | Лоренцо Босізіо | Шарль Ґроскос |
| Гонка за лідером                   | Еренфрід Рудольф | Тео Вершойрен   | Піт де Віт    |

Аматори
| Дисципліна                         | Золото                                                  | Срібло                                                       | Бронза                                                                    |
| Спринт                             | Даніель Морелон                                         | Педер Педерсен                                               | Жерар Кянтан                                                              |
| Гіт на 1000 м                      | Нільс Фредборґ                                          | Гаррі Кент                                                   | Антон Ткач                                                                |
| Індивідуальна гонка переслідування | Ксав'є Курман                                           | Ієн Галлам                                                   | Віктор Биков                                                              |
| Командна гонка переслідування      | ФРН Гюнтер Гарітц Пітер Вонгоф Ганс Лутц Ерні Клаусмеєр | НДР Томас Гашке Хайнц Ріхтер Герберт Ріхтер Манфред Ульбріхт | СРСР Станіслав Москвін Володимир Кузнєцов Віктор Биков Володимир Семенець |
| Спринт на тандемах                 | ФРН Юрген Барт Райнер Мюллер                            | НДР Ганс-Юрген Ґешк Вернер Отто                              | Франція Жерар Кянтан Даніель Морелон                                      |
| Гонка за лідером                   | Сеес Стам                                               | Хорст Ґнас                                                   | Антоніо Серда                                                             |

### Жінки
| Дисципліна                         | Золото           | Срібло           | Бронза           |
| Спринт                             | Галина Царьова   | Галина Єрмолаєва | Валентина Савіна |
| Індивідуальна гонка переслідування | Тамара Гаркушина | Раїса Ободовська | Беріл Бертон     |

## Загальний медальний залік
| Місце  | Країна          | Золото | Срібло | Бронза | Загалом |
| ------ | --------------- | ------ | ------ | ------ | ------- |
| 1      | СРСР            | 2      | 2      | 3      | 7       |
| 2      | ФРН             | 3      | 1      |        | 4       |
| 3      | Велика Британія | 1      | 1      | 1      | 3       |
| 4      | Данія           | 1      | 1      |        | 2       |
| 5      | Франція         | 1      |        | 3      | 4       |
| 6      | Нідерланди      | 1      |        | 2      | 3       |
| 7      | Австралія       | 1      |        |        | 1       |
| 7      | Швейцарія       | 1      |        |        | 1       |
| 9      | Італія          |        | 2      |        | 2       |
| 9      | НДР             |        | 2      |        | 2       |
| 11     | Бельгія         |        | 1      |        | 1       |
| 11     | Нова Зеландія   |        | 1      |        | 1       |
| 13     | Чехословаччина  |        |        | 1      | 1       |
| 13     | Іспанія         |        |        | 1      | 1       |
| Всього | Всього          | 11     | 11     | 11     | 33      |